# Famille Paksy
Paksy de Pákos (pákosi Paksy en hongrois, parfois Paxy) est le patronyme d'une ancienne famille de la noblesse hongroise.

## Origines
La famille est originaire du comitat de Tolna. L'ancêtre de la famille reçoit le domaine de Paks (ou Pákos) de la part du roi Louis Ier de Hongrie et en prend le nom: Olivér de Pákos (fl. 1345). Son nom antérieur aurait été Apostag.
La famille s'éteint dans les débuts du XVIIIe siècle.

## Membres notables
- Mihály Paksy de Pákos dit Zemere, bán de Belgrade et de Szörény, il tombe à Sarnó en 1515. Arrière-petit-fils du fondateur de la famille.
- Gáspár I Paksy (fl.1526), főispán de Arad. Fils du précédent.
- János II Paksy, főispán de Tolna, conseiller du roi, tombé en 1526. Neveu du précédent, fils de Imre I et de Agata Héderváry.
- Balá Paksy, évêque de Győr, il tombe également au combat en 1526. Frère du précédent.
- János III Paksy, főispán de Komárom (1551), il est gratifié du titre de baron en 1561. Fils du précédent János II et de N. Fejérváry.
- baron György III Paksy (fl. 1589), capitaine de Tata. Fils du précédent.
- Miklós Paksy (fl. 1608), alispán de Szabolcs. Fils du suivant et de Margit Drugeth.
- Jób Paksy (hu), capitaine du château de Tokaj, officier de hussard durant le siège de Eger (en) en 1552, époux en secondes noces de Margit Both de Bajna dont Judit Paksy, elle-même épouse de János (hu) Perneszy, alispán, parlementaire et capitaine de la cavalerie de Kanizsa.

## Liens, sources
- Iván Nagy: Magyarország családai, Budapest